# Sterculia amazonica
Sterculia amazonica är en malvaväxtart som beskrevs av E.L.Taylor, Mondragón. Sterculia amazonica ingår i släktet Sterculia och familjen malvaväxter. Inga underarter finns listade i Catalogue of Life.